# CXCL1

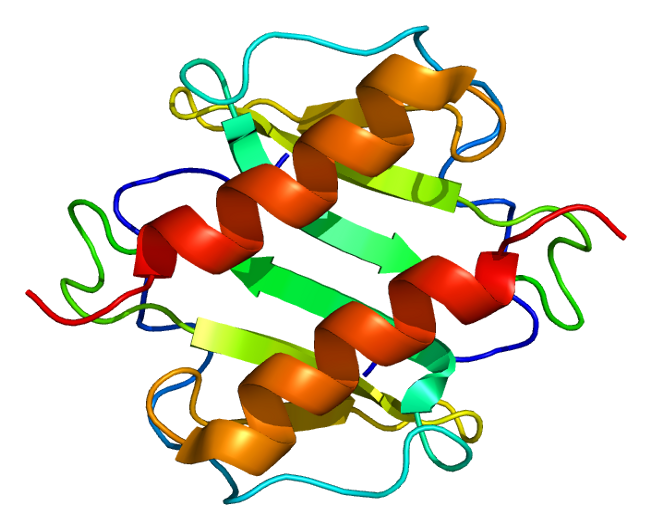

CXCL1 أو KC ببتيد صغير ينتمي لمجموعة كيموكين والتي تعمل كعوامل جاذبة لمختلف الخلايا المناعية وعلى وجه الخصوص خلية متعادلة ذات الأهمية الكبرى في محاربة العدوى الإنتانية.
يتم ترميز هذا الكيموكين من قبل مورثته Cxcl1 الموجودة على الصبغي رقم 4 كما يتم إفرازه من عدة خلايا كالخلية متعادلة أو من خلية بلعمية كبيرة أو من الخلايا الظهارية (نسيج طلائي) أو الخلايا التائية المساعدة 17 (خلايا تي المساعدة Th17).